# К-129 (підводний човен)
38°05′00″ пн. ш. 178°57′00″ сх. д. / 38.08333333° пн. ш. 178.95° сх. д.
К-129 — дизель-електричний підводний човен з балістичними ракетами проєкту 629А, який служив на Тихоокеанському флоті ВМФ СРСР. Один з шести підводних човнів стратегічного призначення з балістичними ракетами проєкту 629, приписаних до 15-ї ескадри підводних човнів, що базується на військово-морській базі Рибачий під Петропавловськом під командуванням контрадмірала Рудольфа Голосова.
Командиром K-129 був капітан першого рангу Володимир Іванович Кобзар, і вона мала бортовий номер 722 під час останнього розгортання, під час якого вона затонула 8 березня 1968 року. Це було одне з чотирьох таємничих зникнень підводних човнів у 1968 році, інші були Ізраїльський підводний човен INS Dakar, французький підводний човен Minerve та американський підводний човен USS Scorpion.
Після майже двох тижнів мовчання під час її патрулювання в Тихому океані офіційні особи радянського флоту занепокоїлися її статусом і, як повідомляється, залучили велику кількість військових літаків і кораблів для пошуку судна, але жодних слідів чи уламків не було знайдено. Оскільки ВМС США спостерігали за радянськими зусиллями, американці також почали пошуки, зрештою визначивши точні координати затонулого корабля за допомогою підводних акустичних даних у серпні 1968 року, за сотні миль від радянських пошукових зусиль.
У 1974 році Сполучені Штати Америки спробували відновити підводний човен у межах секретного проєкту часів холодної війни під назвою «Проєкт Азоріан». Лише частина підводного човна була витягнута з місця на глибині 4,9 км (16 000 футів) під поверхнею, що робить це найглибшою спробою підняти корабель. Прикриття полягало в тому, що рятувальне судно займалося комерційним видобутком марганцевих конкрецій.

## Інтернет-ресурси
- Project Azorian: The CIA's Declassified History of the Glomar Explorer, 12 February 2010, Matthew Aid, William Burr, Thomas Blanton
- AZORIAN The Raising of the K-129 / 2009 — 2 Part TV Documentary / Michael White Films Vienna